# Levnma vietnamica
Levnma vietnamica is een keversoort uit de familie bladkevers (Chrysomelidae). De wetenschappelijke naam van de soort is, als Martinella vietnamica, voor het eerst geldig gepubliceerd in 2000 door Medvedev.